# Devlet I Giray
Devlet I Giray o Dolat Girai (Taht Alğan Devlet Geray en tártaro de Crimea تخت آلغان دولت كراى‎) (1577–1512), fue un kan del Kanato de Crimea bajo cuyo largo reinado (–1577) dicho estado llevó al pináculo de su poder. Era hijo de Bahadur Giray. Aunque este no fue Kan, fue el heredero de su hermano Mehmed I Giray.

## Reinado
Durante el reinado de su predecesor Sahib I Giray, Devlet Giray vivió en Constantinopla, donde  ganó el favor del sultán Solimán el Magnífico. Con la ayuda otomana, Devlet Giray fue coronado gobernante del kanato de Crimea en 1551. Se ganó fama de político hábil y oportunista, que aseguró la independencia de facto de su reino con respecto a la Sublime Puerta.
Torpedeó con éxito los planes otomanos de construir un canal entre el Volga y el Don, que hubiera fortalecido la influencia turca sobre Crimea. Con un ejército considerable a su disposición, Devlet Giray se enfrentó constantemente con sus vecinos, especialmente con Rusia. Sus razias de 1555 y 1571 devastaron Moscovia (llegando a quemar Moscú en la campaña de 1571) pero sufrió una derrota aplastante en la batalla de Molodi de 1572.
El propósito principal de sus campañas militares fue anexionarse Kazán y Astracán, perdidos por el mundo musulmán frente a los rusos en los años previos. Devlet Giray fracasó en ello, pero logró imponer tributos en dinero y pieles a los eslavos del sur.

## Matrimonios
Sus mujeres fueron:
- Aisha Fatima Khatun, una princesa circasiana;
- Khansuret Khatun, hija de príncipe circasiano, Kambulat Cherkasski;
- Khanbike Khatun;
- Farkhan Khatun;
- Jamali Khatun.